# Valledupar
Valledupar ist die Hauptstadt und eine Gemeinde (municipio) des im Norden Kolumbiens gelegenen Departamento del Cesar. 
Die Stadt, die international auch als die „Welt-Hauptstadt des Vallenato“ bekannt ist, liegt in der Región Caribe. Sie ist seit 1952 auch Sitz des römisch-katholischen Bistums Valledupar.

## Geographie
Valledupar liegt auf einer Höhe von etwa 170 Metern im Norden von Cesar am Río Guatapurí. Die Gemeinde grenzt im Norden an Dibulla und San Juan del Cesar in La Guajira, im Osten an Villanueva, Urumita und La Jagua del Pilar in La Guajira sowie an La Paz Robles und San Diego, im Süden an El Paso, im Westen an Bosconia, El Copey und Pueblo Bello sowie an Aracataca und Santa Marta in Magdalena.

## Metropolregion

Metropolregion Valledupar

Mit der Bildung von Metropolregionen versucht die kolumbianische Regierung, die Planungen und Absprachen nah beieinander liegender Städte zu steuern. Dazu bilden eine Kernstadt und mehrere angrenzende und von dieser Kernstadt abhängige Städte eine Planungsregion. Valledupar wurde 2002 Metropolregion mit den Gemeinden La Paz Robles, San Diego, Manaure und Agustín Codazzi.

## Bevölkerung
Die Gemeinde Valledupar hat 493.367 Einwohner, von denen 423.643 im städtischen Teil (cabecera municipal) der Gemeinde leben. In der Metropolregion leben 594.677 Menschen (Stand: 2019).

## Geschichte
Valledupar wurde am 6. Januar 1550 von Hernando Santana und Juan de Castellanos an den Ufern des Río Guatapurí gegründet.
In Anerkennung des Häuptlings Upar des damals dort ansässigen Stammes, sowie zum Anlass des am selben Tage zelebrierten christlichen Festtags der Heiligen Drei Könige, verlieh Hernando Santana der Stadt den Namen Ciudad de los Santos Reyes de Valle de Upar, was so viel heißt wie „Die Stadt der Heiligen Könige des Tales von Upar“, woher sich auch der heutige Name Valledupar ableitet.

## Infrastruktur
Valledupar verfügt über einen Flughafen, den Aeropuerto Alfonso López Pumarejo (IATA-Code: VUP).

## Sport
In Valledupar ist der Fußballverein Valledupar FC ansässig, der seine Heimspiele im Estadio Armando Maestre Pavajeau austrägt, das eine Kapazität von etwa 10.000 Plätzen hat. Der Verein spielt zurzeit in der zweiten kolumbianischen Liga.

## Söhne und Töchter
- José Francisco Socarrás (1906/1907–1995), Dichterarzt
- Rodrigo Tovar Pupo (* 1950), Führer des Nordblocks der paramilitärischen Autodefensas Unidas de Colombia
- Pablo Emiro Salas Anteliz (* 1957), römisch-katholischer Geistlicher, Erzbischof von Barranquilla
- José María Pazo (* 1964), Fußballspieler
- María Consuelo Araújo (* 1971), Politikerin
- Reinaldo Sagbini (* 1972), Filmemacher
- Zuleima Araméndiz (* 1975), Speerwerferin
- Jaider Romero (* 1982), Fußballspieler
- José Fernando Cuadrado (* 1985), Fußballspieler
- Jorge Arias (* 1992), Fußballspieler
- Yulieth Domínguez (* 1993), Fußballspielerin
- Natalia Linares (* 2003), Leichtathletin

## Klima
Das Klima ist durch die Lage am Südostrand der Sierra Nevada de Santa Marta heiß (27 °C Durchschnittstemperatur) und niederschlagsreich.
|                       | Jan  | Feb  | Mär  | Apr  | Mai  | Jun  | Jul  | Aug  | Sep  | Okt  | Nov  | Dez  |   |      |
| Mittl. Tagesmax. (°C) | 34,7 | 35,6 | 35,9 | 35,6 | 34,0 | 34,2 | 35,4 | 35,1 | 33,8 | 32,6 | 33,2 | 33,6 | ⌀ | 34,5 |
| Mittl. Tagesmin. (°C) | 22,4 | 23,1 | 23,6 | 24,1 | 24,1 | 24,0 | 24,2 | 24,0 | 23,5 | 23,6 | 23,1 | 22,8 | ⌀ | 23,5 |
|                       |      |      |      |      |      |      |      |      |      |      |      |      |   |      |
| Niederschlag (mm)     | 12   | 10   | 26   | 71   | 154  | 82   | 63   | 116  | 122  | 199  | 89   | 28   | Σ | 972  |
|                       |      |      |      |      |      |      |      |      |      |      |      |      |   |      |
| Regentage (d)         | 1    | 1    | 3    | 7    | 12   | 9    | 7    | 11   | 13   | 15   | 17   | 3    | Σ | 99   |

| 22,4 |

| 23,1 |

| 23,6 |

| 24,1 |

| 24,1 |

| 24,0 |

| 24,2 |

| 24,0 |

| 23,5 |

| 23,6 |

| 23,1 |

| 22,8 |

| 22,4 |

| 23,1 |

| 23,6 |

| 24,1 |

| 24,1 |

| 24,0 |

| 24,2 |

| 24,0 |

| 23,5 |

| 23,6 |

| 23,1 |

| 22,8 |